# Kanton Issy-les-Moulineaux-Ouest
Kanton Issy-les-Moulineaux-Ouest (fr. Canton d'Issy-les-Moulineaux-Ouest) je francouzský kanton v departementu Hauts-de-Seine v regionu Île-de-France. Tvoří ho dvě obce.

## Obce kantonu
- Issy-les-Moulineaux (západní část)
- Meudon (část)